# Teaonui Tehau
Pour les articles homonymes, voir Tehau.
Teaonui Tehau, né le 1er septembre 1992, est un footballeur international tahitien. Il est le cousin de Alvin Tehau, Lorenzo Tehau et Jonathan Tehau.

## Carrière
Teaonui intègre l'équipe de l'AS Vénus et commence à apparaître en 2009 dans l'équipe première. En 2009, il est sélectionné pour jouer la Coupe du monde des moins de 20 ans avec la sélection tahitienne. Après un passage à vide, il est sélectionné pour la première fois en équipe nationale A en 2011.
Il marque les esprits lors des Jeux du Pacifique de 2011 lorsqu'il marque six buts face aux Kiribati. Il marque deux buts en Coupe d'Océanie 2012, un face aux Samoa et un autre face au Vanuatu. Tahiti remporte cette compétition pour la première fois de son histoire et Tehau remporte le premier grand trophée de sa carrière.

## Palmarès
- Vainqueur de la Coupe d'Océanie en 2012 avec l'équipe de Tahiti